# Суперкубок Ізраїлю з футболу 1986
Суперкубок Ізраїлю з футболу 1986 — 16-й розіграш турніру (21-й, включаючи неофіційні розіграші). Матч відбувся 16 вересня 1986 року між чемпіоном Ізраїлю клубом Хапоель (Тель-Авів) та володарем кубка Ізраїлю клубом Бейтар (Єрусалим).
| Володар Суперкубка Ізраїлю 1986 |
| ------------------------------- |
|                                 |
| Бейтар (Єрусалим) Другий титул  |

## Матч

### Деталі
| 16 вересня 1986 |

| Хапоель (Тель-Авів) | 1:2 | Бейтар (Єрусалим) |
| ------------------- | --- | ----------------- |
| Ландау 51'          |     | Охана Мальміліан  |

| Рамат-Ган, Рамат-Ган |